# Успелите Перес
„Успелите Перес“ (на испански: Los exitosos Pérez) е мексиканска теленовела от 2009 г., режисирана от Бенхамин Кан и Алехандро Гамбоа, и продуцирана от Хосе Алберто Кастро за Телевиса. Адаптация е на аржентинския комедиен сериал Los exitosos Pells от 2008 г.
В главните роли са Лудвика Палета и Хайме Камил, а в отрицателните – Вероника Кастро, Пати Диас, Рохелио Гера и Марко Мендес.

## Сюжет
Мартин Перес е високомерен и манипулативен човек. Той е най-известният водещ на новини в страната. Работил е няколко години в телевизионния канал Global News, където печели слава и симпатиите на публиката. Роберта Сантос, собственик на канал RS News, който е пряка конкуренция на Global News, знае, че скоро ще приключи договорът на Мартин с канала, и му прави тайно предложение за работа. По време на преговорите, Мартин е склонен да приеме.
Мартин съобщана решението си да напусне на собственика на Global News, Франко Арана, който в отчаянието си от новината, влиза в разгорещен спор с журналиста. В момент на гняв, Франко избутва Мартин, който пада по гръб и след като ударя главата си, остава в безсъзнание. Уплашен и притеснен, вярвайки, че е убил най-известния човек в страната, оставя разрешаването на този проблем на дясната си ръка, Аманда, и напуска канала.
По стечение на обстоятелствата, на път за дома си, Франко е блъснат от автомобила на Гонсало, актьор и преподавател в театъра, който физически много прилича на Мартин. Франко му предлага да заеме мястото на Мартин в замяна на голяма сума пари. Гонсало приема, притиснат от ипотечен кредит, и подписва договора, който нито той, нито неговият мениджър са прочели, и започва да се представя за Мартин Перес.
Гонсало, представйки се за Мартин, разбира, че семейство Перес са идеална двойка само пред камерите и обществеността, но в действителност не се разбират, както и че не поддържат интимни отношения. Всъщност, Мартин е хомосексуален, а негов партньор е Томас Арана, синът на Франко, а Соледад, съпругата на Мартин, поддържа отношения с Диего, хроникьор на Global News.
С течение на времето, Гонсало се влюбва в Соледад и се опитва да се сближи с нея, но е отхвърлен, защото предполагаемата му съпруга знае, че Мартин не харесва жени.

## Актьори
Част от актьорския състав:
- Лудвика Палета – Соледад Дуарте де Перес
- Хайме Камил – Мартин Перес / Гонсало Гонсалес
- Вероника Кастро – Роберта Сантос
- Африка Савала – Лиляна Кортес
- Пати Диас – Аманда Оливера
- Макария – Ребека Рамос Виясеньор
- Рохелио Гера – Франко Арана
- Хосе Рон – Томас Арана
- Марко Мендес – Диего Планес
- Пабло Валентин – Серхио Мендес
- Далила Поланко – Даниела
- Маурисио Мехия – Чарли Диас
- Гастон Рикод – Хосефо
- Давид Чокаро – Игнасио де ла Торе
- Ана Мартин – Рената Мансания де ла Крус
- Сусана Гонсалес – Алесандра Риналди

## Премиера
Премиерата на Успелите Перес е на 30 август 2009 г. по Canal de las Estrellas. Последният 175. епизод е излъчен на 30 април 2010 г.

## Награди и номинации
Награди TVyNovelas (Мексико) 2010
| Категория             | Личност(и)                    | Резултат   |
| --------------------- | ----------------------------- | ---------- |
| Най-добър млад актьор | Хосе Рон                      | Печели     |
| Най-добър режисьор    | Бенхамин Кан Алехандро Гамбоа | Номинирани |